# Lijst van voetbalinterlands Guam - Salomonseilanden
Deze lijst van voetbalinterlands is een overzicht van alle officiële voetbalwedstrijden tussen de nationale teams van Guam en de Salomonseilanden. De landen hebben tot op heden een keer tegen elkaar gespeeld. Dat was een wedstrijd tijdens de Pacific Games 2011 op 27 augustus 2011 in Nouméa (Nieuw-Caledonië).

## Wedstrijden
| № | Plaats | Datum            | Competitie         | Wedstrijd               | Uitslag |
| - | ------ | ---------------- | ------------------ | ----------------------- | ------- |
| 1 | Nouméa | 27 augustus 2011 | Pacific Games 2011 | Salomonseilanden − Guam | 7 − 0   |

## Samenvatting
| Competitie    | Totaal gespeeld | Winst Guam | Gelijk | Winst Salomonseilanden | Doelsaldo Guam – Salomonseilanden |
| ------------- | --------------- | ---------- | ------ | ---------------------- | --------------------------------- |
| Pacific Games | 1               | 0          | 0      | 1                      | 0 − 7                             |
| Totaal        | 1               | 0          | 0      | 1                      | 0 − 7                             |

GFA ·
Bondscoaches ·
Topscorers · 
Guamees vrouwenvoetbalelftal ·
Guam U21
Amerikaans-Samoa ·
Aruba ·
Australië ·
Bangladesh ·
Bhutan ·
Cambodja ·
China ·
Filipijnen ·
Hongkong ·
India ·
Iran ·
Laos ·
Macau ·
Malediven ·
Mongolië ·
Myanmar ·
Nieuw-Caledonië ·
Noord-Korea ·
Oman ·
Pakistan ·
Palestina ·
Salomonseilanden ·
Singapore ·
Sri Lanka ·
Syrië ·
Tadzjikistan ·
Taiwan ·
Turkmenistan ·
Vanuatu ·
Vietnam ·
Zuid-Korea
SIFF · 
Salomonseilands vrouwenelftal
Interlands
Tegenstander:
Amerikaans-Samoa ·
Australië ·
Cookeilanden ·
Fiji ·
Guam ·
Hongkong ·
Macau ·
Maleisië ·
Nieuw-Caledonië ·
Nieuw-Zeeland ·
Papoea-Nieuw-Guinea ·
Samoa ·
Singapore ·
Taiwan ·
Tahiti ·
Tonga ·
Vanuatu